# Dostihy a sázky
Dostihy a sázky je desková hra pro 2–6 hráčů od 10 let, původně vyráběná v Jablonci nad Nisou, později v Mnichově Hradišti. Je odvozená od starší hry Monopoly. Principem je během pohybu s kostkou a figurkou po herním plánu kupovat a prodávat koně i služby; vítězem se stává ten, kdo získá ve hře největší imaginární majetek.

## Historie
Hra Monopoly byla patentována již roku 1938. Obdobných variant vzniklo ve světě více. V Československu hru založenou na podobném principu s názvem Dostihy a sázky na trh v roce 1984 uvedl Ladislav Mareš, tehdejší šéf malé jablonecké tiskárny JAVOZ. Hra měla velký ohlas, čemuž napomohl kritický článek zveřejněný v Rudém právu. Měsíční produkce tiskárny ve výši 7 tisíc kusů tehdy nestačila uspokojovat poptávku. Do roku 2010 se prodalo přes 3 miliony kusů. Patří mezi nejúspěšnější deskové hry v Česku, ročně se prodá kolem 20 000 kusů. Hru od roku 1993 vydává česká firma Dino Toys, jejímž zakladatelem je autor hry a na jejímž řízení se podílí ostatní členové rodiny. V roce 2024 hra oslavila své 40. výročí vydáním limitované retro edice o 3000 kusech s podpisem Ladislava Mareše.

## Herní pomůcky
Komplet hry obsahuje desku s herním plánem, 22 karet koní (viz níže), 14 karet označených na rubu Finance a 14 karet pojmenovaných Náhoda. Karty koní mají na averzu soupis nákladů na koupi i související služby; ostatní karty pak různé bonusy a pokuty, které ovlivňují postup hráče během hry. 
Dále jsou zde čtyři karty Trenér a po jedné karty Přeprava a Stáje s obdobnou funkcí. Jsou zde pomocné žetony o dvou barvách k označení dostihu, 6 figurek pro 6 hráčů a hrací kostka.
V nové edici je obrázek s jezdeckým vybavením nahrazen jezdci na koních. Byly pozměněny odstíny barev, postupně blednoucí barvy na koních nahrazeny pruhy a byl přepracován organizér banky.

### Seznam karet koní klasické verze (účast ve Velké pardubické)
Třináct jmen koní z celkových dvaadvaceti jsou odvozeny od skutečných závodních koní Velké pardubické.
- Oranžová stáj: Fantome (vítěz 1. ročníku závodu 1874), Gavora (třetí 1969)
- Hnědá stáj: Lady Anne (vítězka 1891, 1894 a 1896), Pasek, Koran (vítěz 1963)
- Modrá stáj: Neklan (sedmý 1969), Portlancl, Japan (zemřel během závodu r. 1969)
- Světle zelená stáj: Kostrava (čtvrtá 1969), Lukava (druhá 1970), Melák
- Růžová stáj: Grifel (vítěz 1960 a 1961), Mohyla (druhá 1969), Metál (druhý 1971 a třetí 1972)
- Žlutá stáj: Tara, Furioso (vítěz 1955), Genius
- Tmavě zelená stáj: Shagga, Dahoman, Gira
- Fialová stáj: Narcius, Napoli (vítěz Československého derby 1936, potomek klisna 135 Napoli osmá ve Velké pardubické 1957)

## Postup hry
Do středu herní desky se položí karty Finance a Náhoda popisem dolů. Na startovní pole figurky hráčů (každý hráč jednu). Hráčům se rozdají dostihové peníze, každému 30 000. Za každé projití startu hráč obdrží 4 000. Jeden z hráčů bude zvolen bankéřem, který se stará o peníze v bance. 
Poté jeden hráč za druhým hází kostkou, posouvá svou figurku o příslušný počet políček a plní na herním plánu napsané úkoly, kupuje koně, trenéry či stáje. Hozená šestka znamená právo na hod navíc. Hráč, jehož figura se zastaví na poli koně, který patří některému ze soupeřů, musí zaplatit za prohlídku stáje.
Pokud hráč vlastí celou stáj jedné barvy, může po cestě přidávat na koně dostihy. Ty poté zvyšují cenu prohlídky stáje. Může se kupovat či prodávat jak od bankéře, tak od spoluhráčů.

## Konec hry
Hráč, který nebude mít peníze k vyrovnání dluhů ve hře, odstupuje ze hry. Vyhrává ten, kdo zůstane ve hře jako poslední, nebo kdo v předem dohodnutém časovém limitu získá největší majetek.